# Câmpulung la Tisa, Maramureș
Câmpulung la Tisa (denumirea veche: Câmpulung, în maghiară Hosszúmező, în germană Langenfeld an der Theiß, în ucraineană Довге Поле, transliterat: Dobre Pole) este satul de reședință al comunei cu același nume din județul Maramureș, Transilvania, România.

## Istorie
Prima atestare documentară a comunei a fost în 1329, unde era menționat ca Hozyumezeu într-o scrisoare a regelui Carol Robert către locuitorii localității. Primii locuitori pe teritoriul comunei sunt amintiți pe la 1200, din istoria bisericii reformate din Câmpulung la Tisa. La început, Câmpulungul este amintit ca teren fiscal de stat, apoi ca și comună. Primii locuitori ai săi sunt amintiți ca „hospeși”.

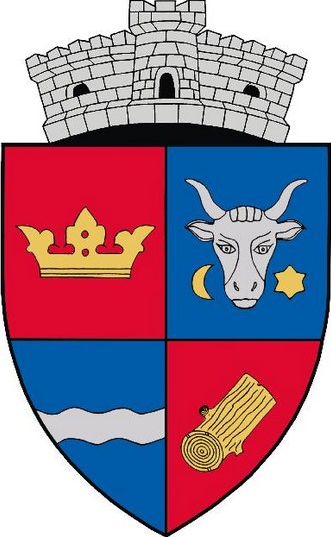
Stemă

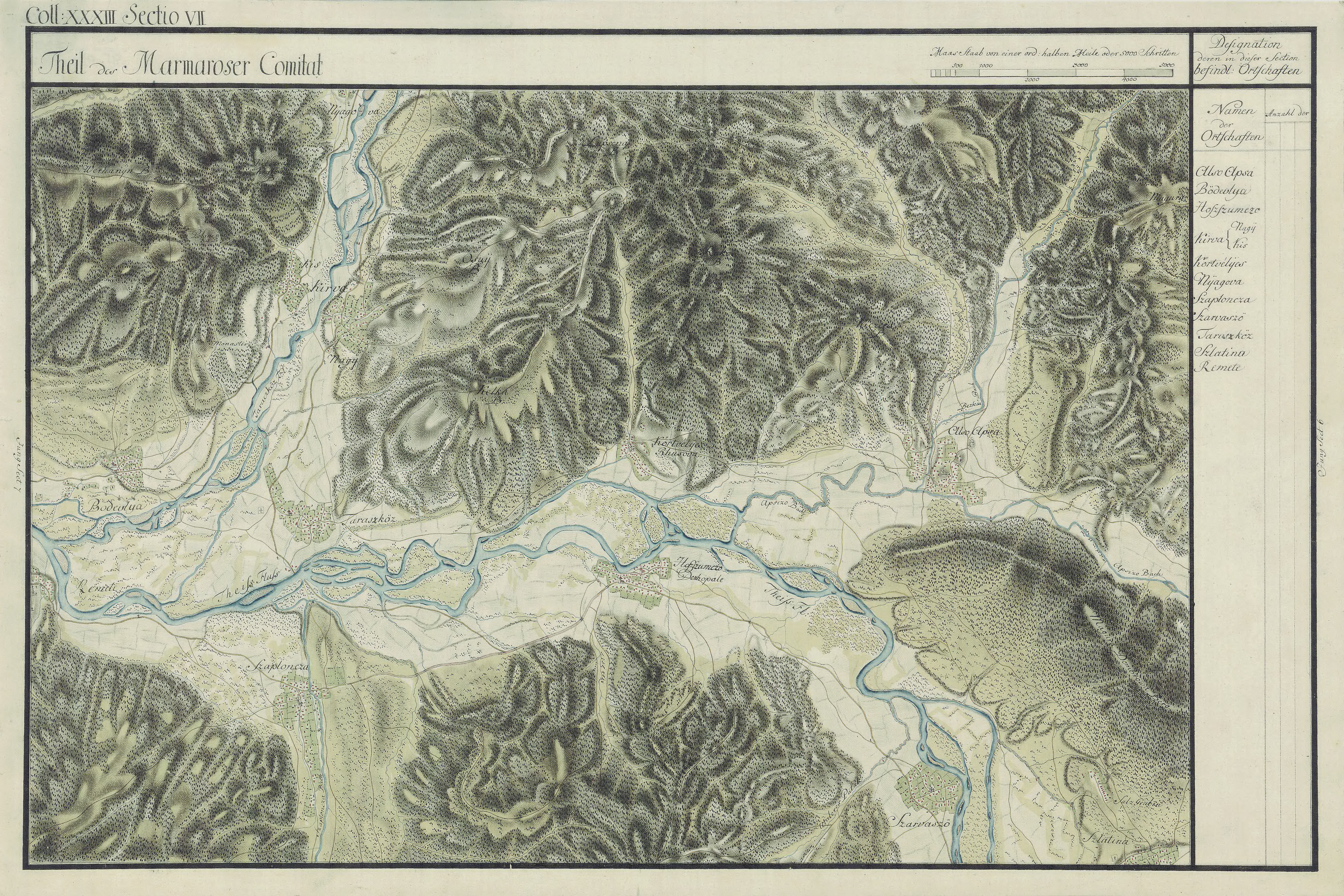
Câmpulungul pe Harta Iozefină a Maramureșului (aprox. 1782-1785)

Prin 1329, regele Carol Robert, în scrisoarea din 29 aprilie 1329 – „Hospeșilor” – acestei comune dăruiește localității titlul de Oraș de Coroană. Scrisoarea asigură privilegii locuitorilor precum: dreptul la libera strămutare, alegerea antistiei comunale liberă, scutirea de sub puterea prefectului, plantarea precum și despădurirea, dreptul la ținerea târgurilor în comună, scutirea de vamă și alte sarcini în afară de chiria terenului. Aceste drepturi au fost acordate în același timp și altor trei orașe ca: Teceu, Vișc și Hust.
Într-un document bisericesc datând din 1334 figurează numele preotului János din Longo Prati. În 1373, prefectul Balk a trasat hotar între averea nobililor din Săpânța și Câmpulung. Prin ordonanța regală din 1389, localitatea a intrat în proprietatea familiei Dragfi.
În 1406, familia Dragfi și-a pierdut posesiunile din Maramureș, în timpul domniei împăratului Sigismund de Luxemburg. Despre acesta se știe că odată a vânat în pădurile din jur. În urma scrisorii acestuia către cele 3 apșe (sate de dincolo de Tisa) localitățile Câmpulung, Teceu, Vișc și Hust au redobit denumirea de orașe de coroană.
În 1472, Matia Corvin, în scrisoarea sa către prefectul Horváth János, a emis un decret prin care cetățenii și locuitorii orașului coroană Câmpulung au beneficiat în continuare de drepturile dobândite anterior.
În 1555, numărul locuitorilor a scăzut brusc din cauza ciumei.
În 1556, cea mai mare parte a locuitorilor au acceptat reforma calvină. În continuare, comunitatea reformată a fost sprijinită de principii Gabriel Bethlen, Gheorghe Rakoczi I și Mihaly Apafi. În timpul domniei Mariei Tereza reformații sunt persecutați la fel ca și protestanții din restul Imperiului Habsburgic.
Câmpulung la Tisa a fost printre primele capitale ale Voievodatului Maramureșului, succedat de Cuhea, Sarasău și Sighet.

## Demografie
La recensământul din anul 1930 au fost înregistrați 2.831 locuitori, dintre care 1.606 maghiari, 688 ruteni, 285 evrei, 187 români și 16 germani. Sub aspect confesional populația era alcătuită din 1.076 reformați, 891 greco-catolici, 437 romano-catolici, 317 mozaici, 48 ortodocși, 29 luterani ș.a.
În anul 2002 au fost înregistrați 2.484 locuitori, dintre care 1.964 maghiari, 425 români, 67 țigani, 23 ucrainieni etc. Sub aspect confesional populația era alcătuită din 1.108 reformați, 555 ortodocși, 353 greco-catolici, 313 romano-catolici, 41 adventiști etc.
Conform recensământului efectuat în 2021, populația comunei Câmpulung la Tisa se ridică la 2.308 locuitori, în scădere față de recensământul anterior din 2011, când fuseseră înregistrați 2.485 de locuitori. Majoritatea locuitorilor sunt maghiari (76,69%), cu minorități de români (15,77%) și romi (2,3%), iar pentru 4,46% nu se cunoaște apartenența etnică. Din punct de vedere confesional, cei mai mulți locuitori sunt reformați (36,87%), cu minorități de ortodocși (25,82%), romano-catolici (12,39%), creștini de rit vechi (10,92%), adventiști (2,43%), greco-catolici (2,38%) și martori ai lui Iehova (1,99%), iar pentru 4,81% nu se cunoaște apartenența confesională.

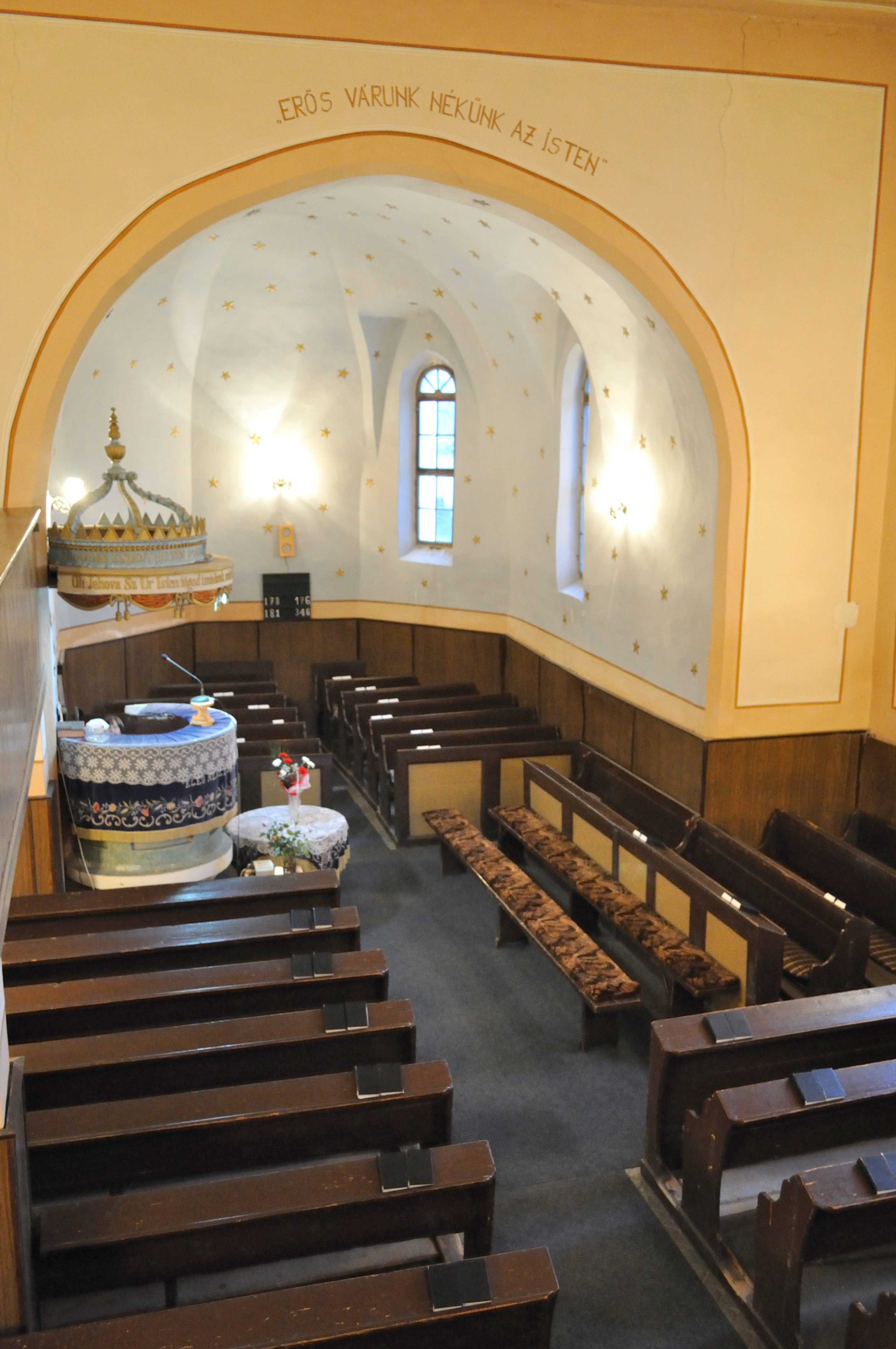
Interiorul Bisericii Reformate

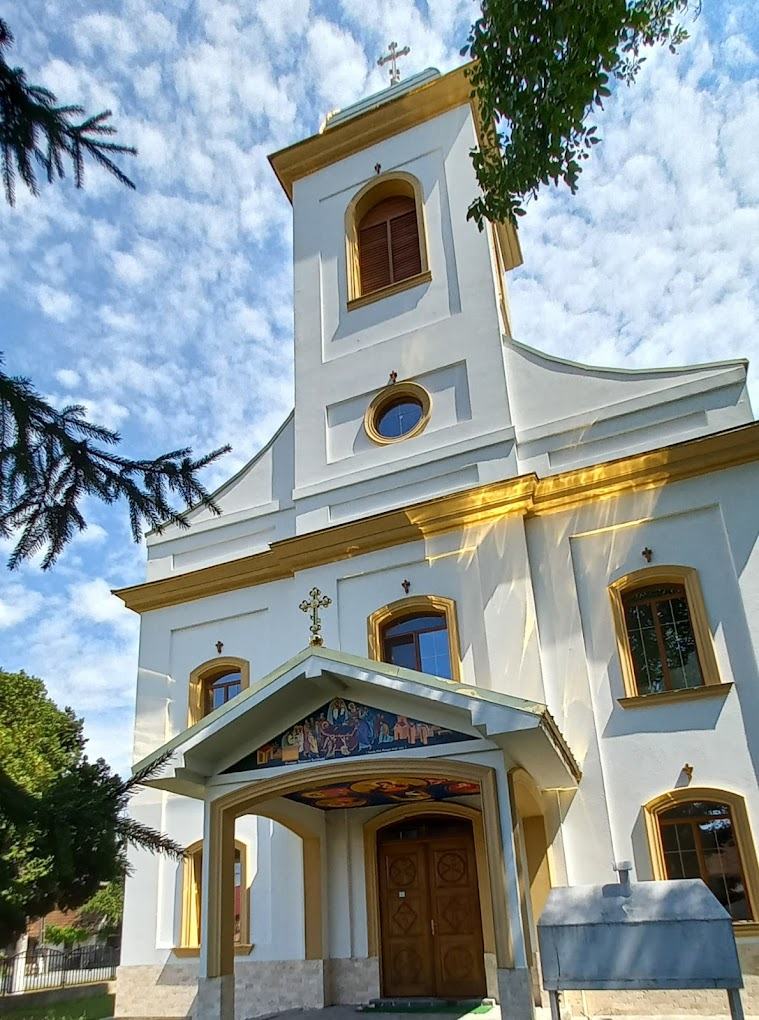
Biserica Ortodoxă Ucraineană

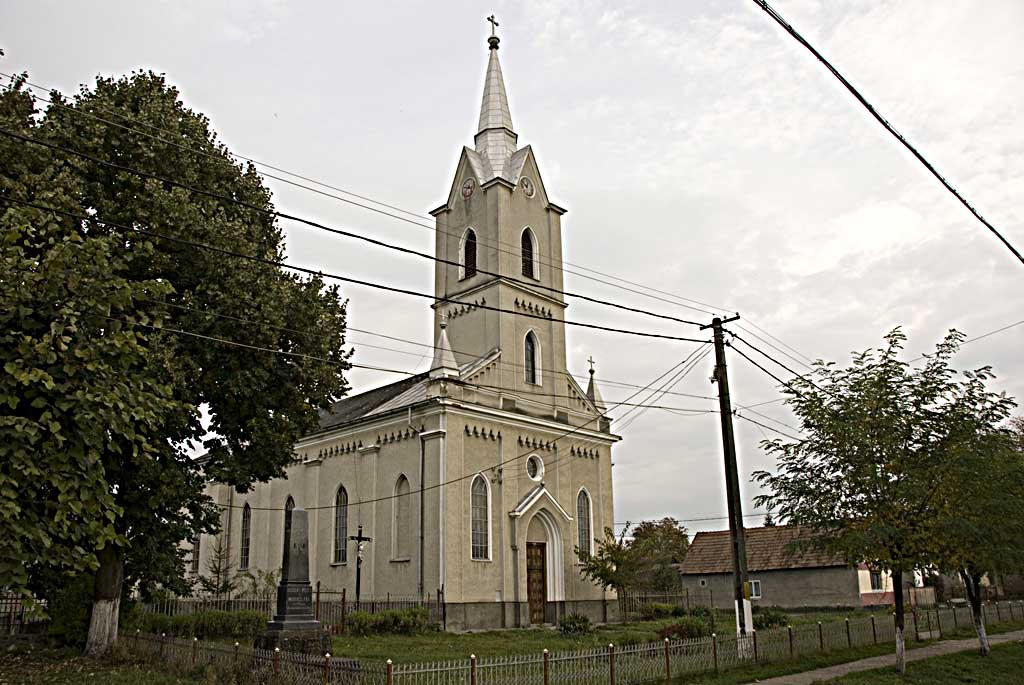
Biserica Romano-Catolică

## Personalități născute aici
- Emeric Dembroschi (n. 1945), fotbalist, antrenor.
- Ștefan Balasz (n. 1958), artist plastic, sculptor.